# چوبی (مغول)
چوبی (Čübei); (سال تولد و مرگ نامشخص) یکی از اعضای خانواده امپراتوری مغول بود. او پسر دوم الغو، نوه جغتای خان بود.

## بررسی اجمالی
پس از مرگ پدرش الغو، که از نسل جغتای بود، هنگامی که وارث قانونی او، مبارک شاه، ششمین پادشاه شد، چوبی همراه او در خاندان چغتای (چغتای اوروس) در آسیای مرکزی ماندگار شد. اما بین غیاث‌الدین براق پسر عموی مبارک شاه در مقام هفتمین حاکم، در کار مبارک شده مداخله کرد بین او طایفه براق شکاف ایجاد شد. هنگامی که براق با مرگ ناگهانی در سال ۱۲۷۱ (در واقع گفته می‌شد که او ترور شده بود) درگذشت، او همراه با مبارک شاه و برادرش به نام کابان، از طریق دوستی با قایدو، حاکم خاندان اوگتای (اوگتای اورس)، که با براق از قبل درگیر بود، با پسر براق، دووا (خان) و دیگران مقابله کرد.